# 勒滕巴赫河 (阿赫河支流)
47°41′50″N 11°08′44″E / 47.69727°N 11.14558°E

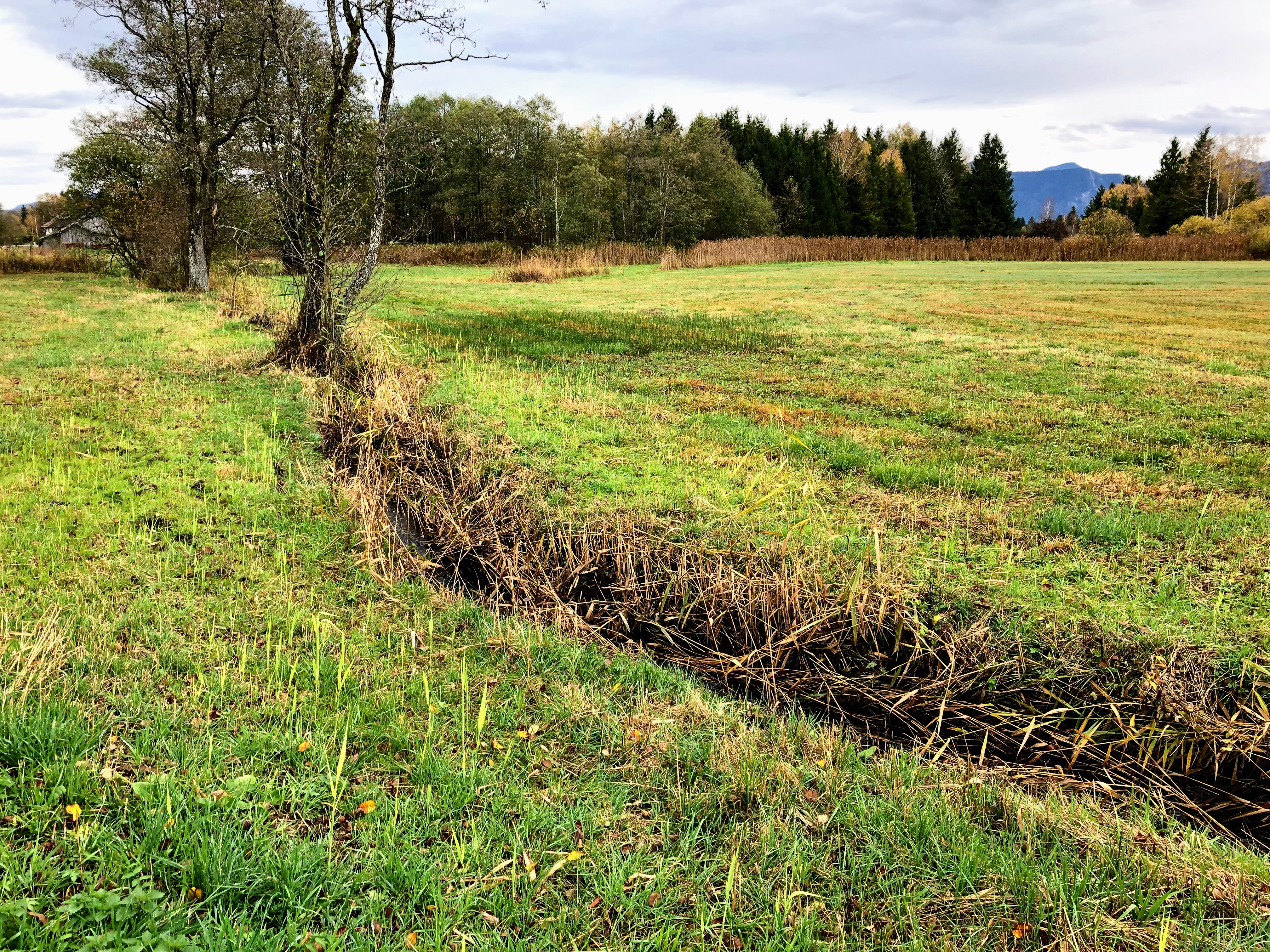

勒滕巴赫河是德國的河流，位於該國東南部，由巴伐利亞負責管轄，屬於阿赫河的支流，河道全長5.3公里，最終注入施塔費爾湖西北面。